# Nemeritis obscuripes
Nemeritis obscuripes är en stekelart som beskrevs av Horstmann 1975. Nemeritis obscuripes ingår i släktet Nemeritis och familjen brokparasitsteklar. Inga underarter finns listade i Catalogue of Life.